# ريتشل فينتر
ريتشل فينتر (بالإنجليزية: Rachel Winter)‏ هي منتجة تلفزيونية ومنتجة أفلام أمريكية، ولدت في القرن العشرين.

## وصلات خارجية
- ريتشل فينتر على موقع IMDb (الإنجليزية)
- ريتشل فينتر على موقع قاعدة بيانات الفيلم (الإنجليزية)